# Lindackeria latifolia
Lindackeria latifolia är en tvåhjärtbladig växtart som beskrevs av George Bentham. Lindackeria latifolia ingår i släktet Lindackeria och familjen Achariaceae. Inga underarter finns listade i Catalogue of Life.